# Genczowci (gmina Trjawna)
Genczowci (bułg. Генчовци) – wieś w środkowej Bułgarii, w obwodzie Gabrowo, w gminie Trjawna. Według danych Narodowego Instytutu Statystycznego, 31 grudnia 2011 roku wieś liczyła 8 mieszkańców.

## Znane osoby
- Genczo Kynew – mistrz budownictwa